# Dicloroetileno
Dicloroetileno, uma nomenclatura mais comercial e oriunda de uma nomenclatura química obsoleta, refere-se aos compostos químicos, alcenos organoclorados, que quimicamente são o 1,1-dicloroeteno e o 1,2-dicloroeteno e suas misturas.